# Història de l'Equador

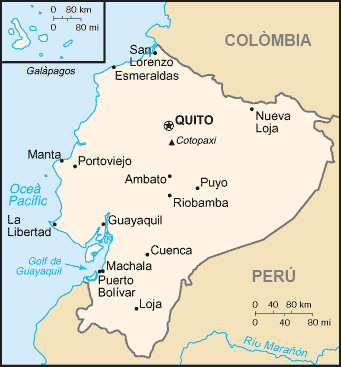
Fronteres actuals de l'Equador i situació de les principals ciutats.

La història de l'Equador es pot dividir en tres grans períodes: el període prehispànic, des de l'arribada de l'ésser humà a la zona fins a la invasió i integració del territori a l'Imperi Inca (fins al 1535); el període colonial, durant el qual el territori actual de l'Equador correspongué aproximadament a la Reial Audiència de Quito (1535-1822); finalment el període republicà, des de la independència, integració a la Gran Colòmbia i posterior separació, fins a l'actualitat.

## L'Equador pre-incaic
El territori del que avui es coneix com l'Equador fou habitat per diverses cultures des d'uns 15.000 anys aC, i potser fins i tot des d'uns 30.000 anys. El període prehistòric (anterior a l'arribada dels conquistadors espanyols) s'acostuma a dividir en quatre grans etapes: el període paleoindi (fins a uns 3.500 anys aC), el període formatiu (del 3500 al 300 aC), el període de desenvolupament regional (300 aC - 800 dC) i el període d'integració (800 - 1534).
- El període paleoindi comença amb l'arribada de l'ésser humà a la zona i s'acaba amb el primers processos de neolitització. La presència d'éssers humans a la zona andino-equatorial sembla remuntar-se a uns 30.000 anys aC i s'han trobat restes de projectils, especialment d'obsidiana, a prop de Quito, puntes de javelines i propulsors i, sobretot, restes humanes a Alangasí i Otavalo i els importants enterraments de Sumpa, a la península de Santa Elena, datats el 7000 aC Aquest conjunt funerari és potser el jaciment més important de l'Equador paleolític, ja que les altres restes trobades arreu del país són fragments humans quasi sense context o simplement proves de presència humana en determinades coves.

- El període formatiu coincideix amb el procés de neolitització de les diverses cultures locals. És tema de debat si el procés s'inicià localment o fou introduït exteriorment, teoria sorgida a partir de les similituds de les tècniques ceràmiques trobades a la costa equatoriana amb les de l'Àsia (Japó, Sud-est asiàtic, Polinèsia). En qualsevol cas les novetats neolítiques s'expandeixen ràpidament de la costa cap a l'interior i entren en contacte amb les cultures amazòniques de l'altra banda de la serralada dels Andes. Sorgeixen també les primeres agrupacions urbanes, amb habitatges circulars o ovalades organitzades al volant de places, com les trobades a les excavacions de Real Alto i l'illa Puná (al golf de Guayaquil). El període està dominat per cultures assentades a la costa i s'acostuma a dividir en tres grans etapes: l’etapa primerenca on cal destacar la cultura Valdivia (3500 - 1500 aC), amb les seves famoses venus, instal·lada a la zona de la península de Santa Elena; l’etapa mitjana, amb les cultures Machalilla (2000 - 1000 aC) i Cerro Narrío (2000 - 600 aC); i l’etapa tardana amb la cultura Chorrera (900 - 300 aC), situada a la conca baixa del riu Guayas. En aquesta època les cultures assentades a la serra són menys importants, però podem destacar les de Cotocollao i Chaullabamba o Cerro Narrío.

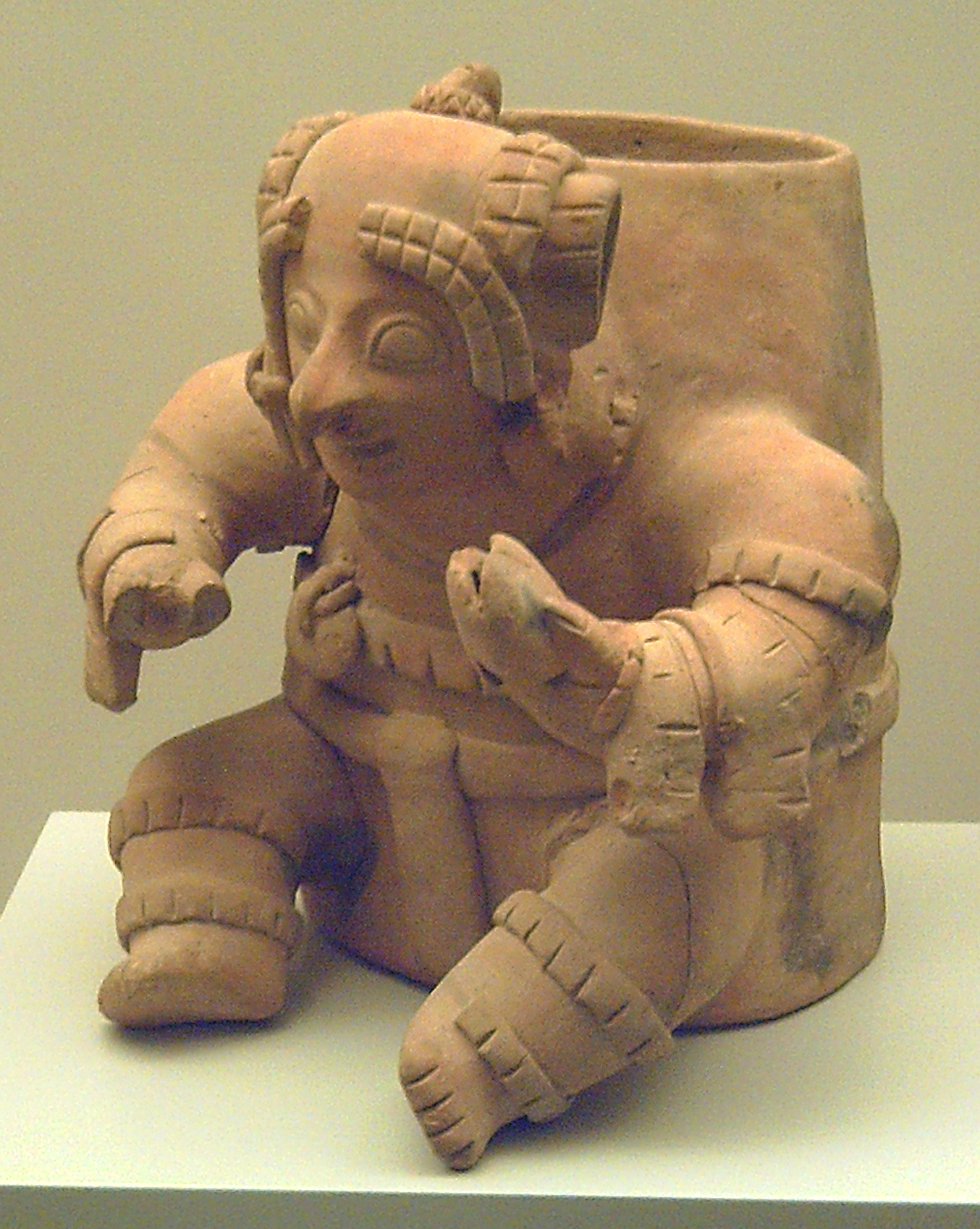

- El període de desenvolupament regional (300 aC - 800 dC) s'inicia amb el que semblen importants moviments de població i es pot detectar un considerable procés d'aculturació. Les noves influències i tendències arriben per la costa (cultura de Bahía de Caráquez) i semblen progressar cap al nord (cultures de La Tolita i Jama-Coaque) i l'interior (cultures de El Ángel i Quito) i, posteriorment cap al sud (cultures Guanguala i Jambelí). Al mateix temps també arriben influències des de les terres peruanes: es poden observar les de la cultura chavín (sobre la cultura Chaullabamba) i posteriorment de la llunyana Tiahuanaco (sobre les cultures Narrío i Chordeleg). Totes aquestes influències i el desenvolupament posterior són molt evidents en la ceràmica, en la policromia, en el desenvolupament de nuclis urbans importants i en la metal·lúrgia. A la cultura de Bahía de Caráquez es troba per primera vegada la metal·lúrgia de l'or, i a la de La Tolita la del platí. En aquesta època s'intensifica l'estratificació social de les comunitats i es generalitzen els intercanvis comercials, que en alguns casos arriben a Mesoamèrica. En definitiva, en aquesta època s'assenten comunitats importants, socialment desenvolupades i amb identitats culturals prou fortes; són el que s'anomenen acabdillaments ètnics (señoríos étnicos o cacicazgos).

- El període d'integració (800 - 1534) es caracteritza pel sorgiment, a la zona andina, d'una unitat cultural impulsada en bona part pel comerç i que donarà lloc a diverses confederacions de pobles amb un considerable desenvolupament social. Unes d'aquestes confederacions es formen inicialment a partir de la cultura de La Tolita i acaben abastant tota la zona andina del nord de l'actual Equador: són la confederació caranqui (dels caras o caranquis) i la confederació quitu, que tenia a Quito i els seus voltants un dels seus nuclis principals. Aquestes agrupacions polítiques, que els espanyols anomenaran amb l'equívoc nom de Regne de Quito, s'expandeix cap al nord fins a la zona de Pasto (actual Colòmbia), pel sud fins a la zona de Quevedo, amb contactes amb la rica cultura Milagro-Quevedo, i cap a l'orient per la vall del riu Napo (s'han trobat elements quitus a la desembocadura de l'Amazones). Una altra d'aquestes confederacions fou la confederació cañari, situada a la zona sud dels andes equatorians, més petita que la caranqui però més homogènia culturalment. Foren aquestes confederacions les que s'enfrontaren a l'amenaça que representava l'expansió inca, durant la segona meitat del segle xv.

## La integració a l'Imperi Inca

### La conquesta inca

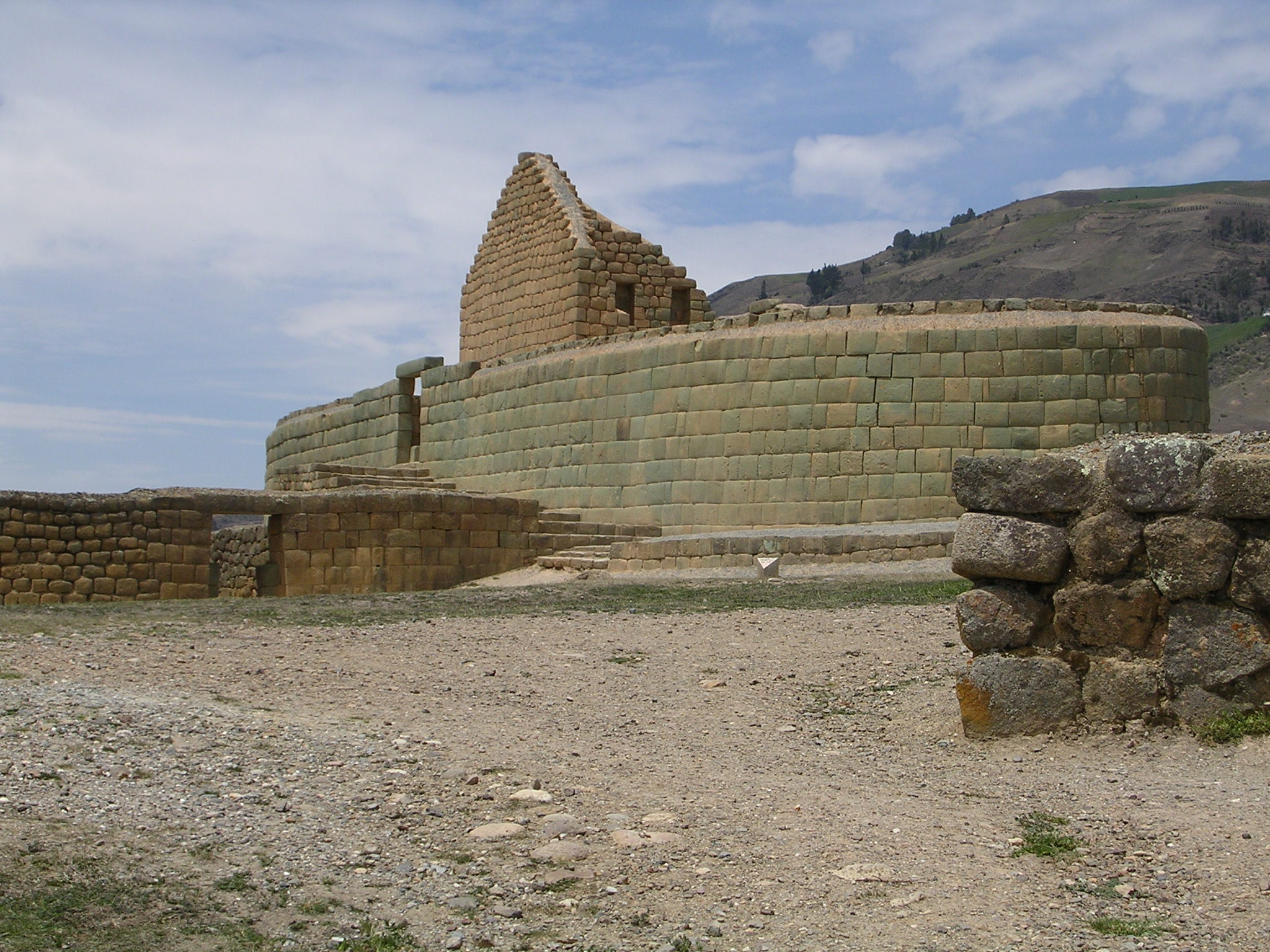
El jaciment arqueològic d'Ingapirca, assentament cañari i posteriorment inca.

A començaments del segle xv l'Imperi Inca es trobava en una època de gran expansió; el Tahuantinsuyo s'estenia llavors fins a la costa nord de l'actual Perú i la zona de Cajamarca, on havia aconseguit sotmetre Chimor. Durant el govern de l'inca Pachacútec s'inicià una nova ofensiva cap a l'extrem nord de l'imperi (el Chinchaisuyo). L'ofensiva s'inicià pels volts de 1450 i a banda de les raons tradicionals polítiques i econòmiques, s'hi unien algunes raons de caràcter mitològic i dinàstic, ja que segons algunes tradicions els inques i els quitus compartien un origen comú en la figura mítica d'Quitumbe; a més les regions equatorials, domini del Sol segons els inques, tenien un component religiós de gran importància per ells.
Les accions conqueridores de Pachacútec alertaren a la confederació cañari, que presentà una forta oposició però acabà per sotmetre's a l'imperi. El fill de Pachacútec, Túpac Yupanqui, intentà consolidar aquestes conquestes i iniciar una nova ofensiva per arribar a les terres dels quitus. La resistència de la confederació quitu-caranqui fou ferotge, encapçalada pels seus cabdills Hualcopo Duchicela, Epiclachima i Pillahuasu, que culminà en una gran batalla a prop de Latacunga, on se segellà la conquesta inca. A continuació Túpac Yupanqui refundà la ciutat de Quito. La mort de Túpac Yupanqui i la proclamació com a inca del seu fill nascut a Tomebamba (actual Cuenca), Huayna Cápac, inicià una tendència a afavorir la zona septentrional de l'imperi, que més endavant provocarà greus conflictes amb la capital, Cusco. Huayna Cápac embellí la ciutat de Tomebamba i construí la fortalesa d'Ingapirca. En aquells moments es produí una revolta a la zona de Quito, encapçalada pel cabdill Cacha Duchicela, que culminà en la massacre de Yaguarcocha («llacuna de la sang», en quítxua).
Una vegada pacificat parcialment el territori, Huayna Cápac s'instal·là a Quito i, seguint el procediment habitual inca, desterrà massivament diversos pobles a altres zones allunyades de l'imperi. Per involucrar els nobles locals en l'aparell estatal, Huayna Cápac es casà amb una princesa quitu, Paccha (o Tuta Paclla) i amb la qual tingué un fill, Atahualpa.

### La guerra civil entre Huàscar i Atahualpa
El 1526 es reberen les primeres notícies de vaixells i homes estranys a la costa, que corresponen a la primera expedició exploradora de Bartolomé Ruiz i l'any següent morí Huayna Cápac. Sembla que la seva última voluntat fou dividir l'imperi en dos: la part principal seria per al seu primogènit Huàscar i l'altra part, que comprendria els territoris de l'antiga confederació quitu, seria per Atahualpa. Els primers anys no es produí cap enfrontament entre els dos germans, però finalment Huàscar exigí a Atahualpa la renúncia als territoris del nord i mobilitzà els seus exèrcits, que penetraren en el territori cañari i s'encaminaren cap a Quito. Les tropes d'Atahualpa, sota els seus generals, Quizquiz, Caracuchima i Rumiñahui, se'ls enfrontaren i s'inicià una llarga i esgotadora confrontació, amb diverses batalles de resultat incert. Finalment les tropes d'Atahualpa aconseguiren superar les de Huàscar i dirigir-se sense oposició cap a Cusco, on entraren poc després, proclamaren inca a Atahualpa i es lliuraren al saqueig i la venjança. Sabudes les noves de la victòria, Atahualpa sortí de Quito per dirigir-se a Cusco i ser nomenat inca de tot l'imperi. En el camí s'aturà a descansar a Cajamarca, on li arribaren les notícies del desembarcament de Francisco Pizarro.
La guerra entre els dos germans tingué gravíssimes conseqüències per l'Imperi Inca, i més si considerem que es produeix en el mateix moment que la primera expedició espanyola desembarcava a les seves costes. El conflicte provocà despoblacions massives i matances considerables; Atahualpa feu matar tota la població cañari masculina i exterminar tota la família del seu germanastre Huàscar. La divisió regnant dins de l'imperi (l'aristocràcia cusquenya mai va acceptar Atahualpa) serà hàbilment aprofitada per Pizarro, que s'oferirà com a alliberador dels partidaris de Huàscar enfront de l'usurpador Atahualpa. A més, les profundes enemistats entre pobles i ètnies segons els bàndols escollits serà una altra debilitat aprofitada pels espanyols.

### L'arribada dels espanyols:chaupi punchapi tutayarca
El 1531 Francisco Pizarro aconseguí formar una expedició conqueridora des de Panamà, després d'haver explorat prèviament les costes colombianes, equatorianes i del nord del Perú durant el 1526. L'expedició rebé el reforç de Sebastián de Benalcázar, que se'ls uní a les costes manabites, i d'Hernando de Soto. Desembarcats a l'actual Tumbes l'expedició inicià l'ascens als Andes i arribà a Cajamarca el novembre de 1532, on en aquell moment es trobava Atahualpa.
Sembla que des del moment del desembarcament de Pizarro a Tumbes, aquest fou informat de la guerra civil tot just acabada i intercanvià missatges amb Atahualpa. Una vegada arribats a Cajamarca, Atahualpa els allotjà i el 16 de novembre els concedí audiència. En els relats de l'entrevista és difícil separar la part de realitat i la de llegenda, però el que sembla cert és que el capellà de Pizarro, Vicente Valverde, el comminà a reconèixer la religió catòlica, a permetre l'evangelització dels seus súbdits i a retre homenatge al rei Carles I, que els havia atorgat drets sobre aquelles terres. El discurs, traduït per un local que acompanyà l'expedició (segons la tradició anomenat Felipillo), indignà l'inca, que sembla que llençà a terra la Bíblia oferta per Valverde. Pizarro, interpretant el gest com una amenaça directa ordenà als seus homes, ocults no gaire lluny, un assalt desesperat. Aquests, muntats a cavall, amb arcabussos i un canó lleuger, capturaren a Atahualpa i els seus nobles i es llençaren a una matança indiscriminada durant tota la nit. Malgrat el rescat ofert pels inques, Atahualpa fou executat al garrot el 26 de juliol de 1533, després d'un simulacre de procés judicial. La veu chaupi punchapi tutayarca ("la nit ha arribat en ple dia") es difongué ràpidament per tot el Tahuantinsuyo.
Després d'aquest moment, Pizarro es dirigí cap al sud, a la capital de l'imperi (vegeu els articles «Imperi Inca» i «història del Perú» per informació sobre el procés global de conquesta de l'imperi) i deixà en mans de Sebastián de Benalcázar la conquesta de la part nord, és a dir, els antics dominis de cañaris i quitus. Els cañaris s'uniren gustosament als aproximadament 200 espanyols i els reberen amb honors a Tomebamba, important centre cañari. En sortir del territori i aproximar-se a Quito, el general d'Atahualpa, Rumiñahui, organitzà una sèrie d'atacs contra Benalcázar, sense massa èxit, excepte potser en la batalla de Tiocajas, on per primera vegada els inques aconseguiren matar alguns dels temuts cavalls duts pels espanyols. Davant el que semblava inevitable Rumiñahui preferí retirar-se a les muntanyes properes a Quito i abandonar i cremar la ciutat. Benalcázar entrà a Quito el juliol de 1534. Poc després arribà Diego de Almagro en nom de Pizarro per controlar les accions de Benalcázar i assegurar que seguia fidel a Pizarro, però les discrepàncies desaparegueren tan bon punt saberen la intenció de l'adelantado Pedro de Alvarado de reclamar totes aquelles terres. Per evitar-ho es redactaren els documents fundacionals de Quito, fundació que no es faria efectiva fins al 6 de desembre d'aquell any. Durant l'any següent de 1535 els espanyols aconseguiren eliminar tots els reductes de resistència que encara quedaven a les muntanyes.

## Època colonial

### Assentament del poder colonial
Entre 1535 i 1590 (fins a la revolta de les alcabales) es produeix l'assentament del domini colonial amb la fundació de noves ciutats i la creació de bisbats i audiències. Els constants abusos i conflites provocats pels conquistadors provocaren la proclamació de les Leyes Nuevas el 1544 que centralitzaven el poder en mans de la Corona. En aquests primers anys es fundaren les ciutats de Guayaquil (1535), Loja (1548), Cuenca (1557) i Riobamba (1575), entre d'altres. El 1563 es creà la Reial Audiència de Quito, que quedà integrada dins del virregnat del Perú. Al costat d'aquestes, es crearen diversos asientos d'indígenes, que responia a la política de separació entre la república de blancos i la república de indios. Cap a finals del segle xvi es donà un conflicte entre el president de l'Audiència i el cabildo de la ciutat de Quito, que culminà en l'anomenada «revolta de les alcabales» de 1592 i demostrà l'existència del conflicte entre la corona i els poders locals, entre criolls i chapetones (els arribats d'Espanya).

### El segle XVII

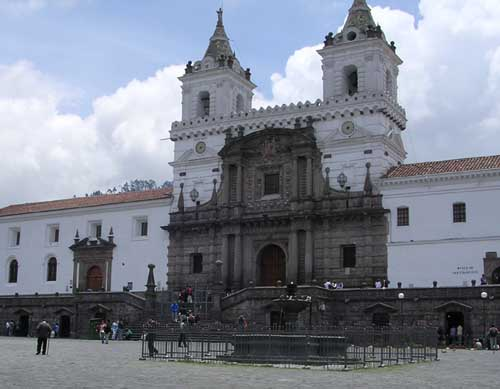
Convent i església de Sant Francesc a Quito (segles XVI-XVII).

El segle xvii representa l'època d'esplendor de la Reial Audiència de Quito, que es converteix en un gran centre proveïdor d'aliments i teixits per les grans explotacions mineres d'Amèrica, especialment per Potosí. Destacà especialment la indústria de confecció de draps a la zona andina nord i central, així com la producció de les drassanes de Guayaquil. Durant aquest segle també es generalitza el cultiu de productes d'origen europeu i s'expandeix l'ús del quítxua com a lingua franca entre la majoria de pobles indígenes. Al mateix temps comença a adquirir importància la nova classe social dels mestissos, que aconseguiren obtenir alguns privilegis reservats als blancs però nogensmenys quedaren relegats sempre a una posició intermèdia entre els criolls i els indígenes.
La relativa riquesa que s'assolí durant aquests anys, ajudà a un gran impuls constructor i artístic. Comença a adquirir importància l'anomenada escola de Quito de pintura i escultura i la capital s'embelleix considerablement (convents de Sant Francesc, Sant Agustí, La Mercè, etc., el primer palau presidencial) i es creen les primeres universitats. També fou una època de gran impuls explorador i missioner, amb fundació de nombroses missions a l'Amazònia.

### La crisi delseglexviii
La crisi i l'escassetat que assolà les explotacions de metalls de les colònies durant aquest segle afectà greument a la Reial Audiència de Quito, que perdé una gran quantitat dels seus mercats tradicionals i, a més, hagué de començar a patir la competència de productes europeus de major qualitat i més barats. Conseqüència d'aquests canvis fou l'extensió dels latifundis a la serra, que superaren en importància als tradicionals tallers tèxtils. L'arribada dels Borbons al tron espanyol introduí una major centralització i importants restriccions comercials al comerç intern entre les colònies, en un intent de competir amb l'agressiu comerç anglès. Les reformes administratives passaren per suprimir la Reial Audiència i incorporar els seus territoris al nou virregnat de Nova Granada el 1718, amb capital a Bogotà. Els problemes i conflictes subsegüents obligaren a retornar els territoris al virregnat del Perú, per tornar a passar-los al de Nova Granada definitivament el 1739, però amb la restitució de la Reial Audiència de Quito.
El 1734 arribà a Quito la missió missió geodèsica francesa, encapçalada, entre d'altres, per Charles-Marie de La Condamine, que representà un veritable revulsiu per l'activitat cultural de Quito, amb la promoció d'estudis científics i la divulgació de les noves idees il·lustrades que influïren en el geògraf Pedro Vicente Maldonado. Els corrents il·lustrats penetraren amb força a les següents generacions, en una segona meitat de segle caracteritzada per tensions contínues entre els representants de la Corona i els interessos dels criolls. L'establiment el 1764 del monopoli d'aiguardents i la racionalització de les alcabales i duanes acabaren amb la revolta dels estancs de 1765, que s'afegí a una llarga sèrie de sollevaments indígenes, reprimits durament per les autoritats.
En aquesta època també comença a aparèixer, novament enllaçant amb les idees il·lustrades, una clara consciència quitenya, que es pot observar en les obres històriques del jesuïta Juan de Velasco i, sobretot, amb la incansable activitat cultural progressista i emancipadora d'Eugenio Espejo, potser el més gran il·lustrat quiteny. Les idees d'Espejo representen clarament la importància de la nova consciència criolla, que cada vegada guanyava més influència i que es considerava explotada pels chapetones. Amb l'arribada a la presidència de l'Audiència del baró de Carondelet, s'intentà satisfer les demandes autonomistes dels criolls, però la intervenció napoleònica a Espanya precipitaria el trencament definitiu amb la metròpoli.

## Independència i període colombià

### La junta quitenya
La intervenció napoleònica a Espanya convertí als virreis i presidents d'Audiència en representants de Josep Bonaparte i, igual que passava a Espanya, es decidí constituir juntes que representessin al monarca legítim, Ferran VII. Malgrat el teòric suport al rei legítim, les juntes que a partir de 1809 es començaren a formar per tota l'Amèrica espanyola, formades per criolls, no amagaven la intenció emancipadora, o com a mínim autonomista, enfront de les autoritats metropolitanes. A Quito es produí la primera proclamació d'una junta sobirana d'Amèrica contra les autoritats espanyoles: el 10 d'agost de 1809 s'empresonà al president de l'Audiència i es nomenà una Junta Soberana. Aquesta junta no aconseguí, però, el suport de les altres ciutats importants de l'Audiència, Guayaquil i Cuenca, on les autoritats controlaren la situació. Els virreis del Perú i Nova Granada enviaren tropes des de Lima i Bogotà i la junta, sense possibilitats, optà per dissoldre's. Les autoritats espanyoles iniciaren una repressió considerable que culminà en una confusa revolta pels carrers de Quito i la matança dels patriotes empresonats, el 2 d'agost de 1810.
Poc després arribà a la capital Carlos Montúfar amb algunes tropes, en nom del Consell de Regència espanyol, i aconseguí formar una nova Junta que governà en nom de Ferran VII, però que novament tenia una clara orientació emancipadora. La junta fou presidida primer pel mateix Montúfar i després pel bisbe José Cuero y Caicedo i s'escollí un congrés que redactà el Pacto Solemne de Sociedad y Unión entre las Provincias que forman el Estado de Quito. La proclamació d'aquest nou "estat" es produí el 31 de desembre de 1811. Mentrestant, Montúfar amb un petit exèrcit aconseguia unir a la causa quitenya diverses poblacions de la zona andina equatoriana. El virrei del Perú envià forces considerables sota les ordres del general Toribio Montes que, després de diversos enfrontaments, aconseguí entrar a Quito el 8 de novembre de 1812. A finals d'any les autoritats espanyoles tornaven a tenir el control de tot el país.
Cal fer notar que els protagonistes del procés emancipador, com passarà arreu d'Amèrica, foren les classes acomodades criolles, que en cap moment van intentar una «revolució social» sinó més aviat fer passar el domini social i econòmic exercit pels espanyols cap a l'aristocràcia criolla. En definitiva, es tractava de substituir la posició dominant en l'àmbit polític, social i econòmic dels espanyols per la dels criolls. Curiosament, però, una bona part del fonament ideològic procedeix de les classes mitjanes (recordeu les idees precursores d'Eugenio Espejo). Per aquesta raó, en un primer moment la majoria del poble fou més aviat indiferent a una lluita que consideraven exclusiva dels privilegiats. Només quan els emancipadors es pogueren presentar com a màrtirs de l'opressió espanyola i quan aconseguiren «vendre» el projecte independentista com a necessari per tot el país, les masses populars començaren a fer-los costat.

### La campanya de Sucre

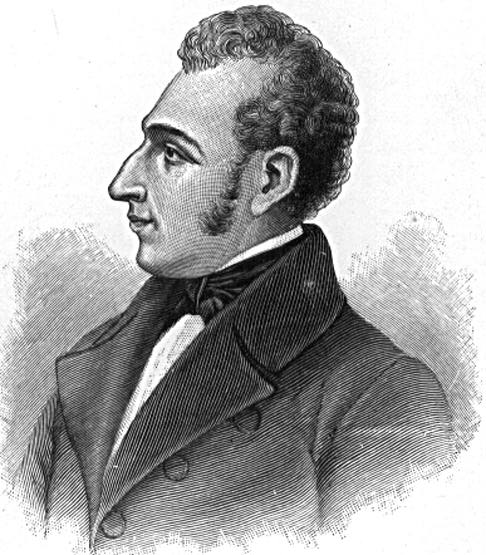
Antonio José de Sucre

Després dels fets de 1812, l'Audiència de Quito restà en calma, mentre a Veneçuela i Colòmbia Simón Bolívar, Antonio Nariño i altres aconseguien unificar precàriament les tendències emancipadores i consolidar els nous estats independents. En aquesta situació, el 9 d'octubre de 1820 un grup de notables de Guayaquil proclamaren el trencament absolut amb Espanya, sota el lideratge de José Joaquín de Olmedo, i crearen una Junta Suprema de govern. Aquest aixecament fou seguit per altres a Cuenca, Portocristi, Esmeraldas i altres ciutats.
Malgrat tot, la situació militar dels guayaquilenys era precària i Simón Bolívar, assabentat de les circumstàncies, decidí enviar un dels seus millors generals, Antonio José de Sucre, a reforçar aquest nou front. Després de diversos enfrontaments, Sucre aconseguí forçar el pas cap a les muntanyes i aproximar-se a Quito. Finalment, el 24 de maig de 1822 tingué lloc la batalla del Pichincha, on els exèrcits reialistes foren clarament derrotats i quedà segellada la independència dels territoris de l'antiga Reial Audiència de Quito.

### El Departament del Sud de la Gran Colòmbia
Després de la victòria s'inicià la negociació per incorporar els territoris a la nova república de Colòmbia (actualment coneguda com la Gran Colòmbia). Quito, Cuenca i totes les ciutats andines s'uniren sense massa problemes al nou projecte; Guayaquil en canvi, estava dividida entre partidaris de la Gran Colòmbia i partidaris d'unir-se a la nova república del Perú. Finalment, i després de diverses intervencions militars poc importants, Guayaquil quedà també integrada a la Gran Colòmbia. Tots els territoris de la Reial Audiència de Quito formaren l'anomenat Departament de Quito o del Sud, posteriorment canviat a Districte del Sud amb els departaments de l'Equador, Azuay i Guayaquil. Els primers anys d'integració a la Gran Colòmbia representaren un considerable esforç, ja que es dedicaren molts esforços a la guerra d'alliberament del Perú, encara en marxa i que no culminà fins al 1824. Poc després, la nova república del Perú inicià un conflicte fronterer amb Colòmbia (que després heretaria l'Equador). Aquest conflicte es materialitzà el 1829 en una invasió peruana de la part meridional del Departament del Sud. Els exèrcits peruans foren derrotats pels grancolombians a la batalla de Tarqui (27 de febrer de 1830) i es firmaren acords de pau i tractats de límits que mai foren respectats per cap dels bàndols (vegeu l'article «Guerra Equador-Perú» per una descripció detallada dels orígens del conflicte).
Malgrat tots els esforços, el projecte bolivarià de la Gran Colòmbia estava amenaçat pels conflictes d'interessos entre les oligarquies regionals i per les demandes d'autonomia de les seves regions, així com per l'acció política de les potències capitalistes del moment (bàsicament el Regne Unit i els Estats Units), poc interessades en la formació d'un estat fort a l'Amèrica del Sud. El cert és que el 1830 s'inicià un procés de disgregació imparable que donà lloc als nous estats de Veneçuela, Colòmbia i l'Equador.

## Època republicana

### El naixement de la República de l'Equador
El 13 de maig de 1830 es constituí definitivament el nou estat integrat pels territoris del Departament del Sud, sota el govern del general Juan José Flores. Poc després es reuniren les corts constituents i es batejà l'estat com «República de l'Equador», ja que el nom de «Quito» denominació tradicional dels antics territoris de la Reial Audiència no fou acceptat pels representants de Guayaquil i Cuenca. Poc després, el 1832, l'Equador prengué possessió de les illes Galápagos.
Flores controlà la política equatoriana fins al 1845, anys en què el país estigué sotmès a revoltes contínues, segons que els grups oligàrquics de la serra i de la costa donessin suport a determinats grups o altres. Malgrat els intents liberalitzadors de Vicente Rocafuerte (president entre 1835 i 1839), Flores anà adquirint més poder i convertint-se en un dictador de facto fins que una aliança de militars i notables de Guayaquil el derrocà (l'anomenada Revolució Marcista). El general José María Urvina (president i dictador entre 1851 i 1856) instaurà mesures progressistes, com l'abolició de l'esclavatge, la supressió dels tributs indígenes i la protecció dels petits propietaris rurals. Això l'enfrontà amb els grans latifundistes, alhora enfrontats entre ells en una inacabable lluita serra-costa. El conflicte s'agreujà en temps del seu successor Francisco Robles, fins al punt que es crearen diversos governs simultanis a diversos punts del país (Quito, Guayaquil, Cuenca i Loja). Amb el país a punt de desaparèixer, Gabriel García Moreno, membre de l'aristocràcia quitenya, en una sèrie de campanyes militars i polítiques aconseguí reunir el poder i assolir una mínima cohesió entre les diverses forces.

### L'època de García Moreno
García Moreno aconseguí erigir-se en el factor unificador de les diverses tendències de les oligarquies de la serra i la costa. Això permeté crear unes estructures estatals modernes, articular el país (que només a partir d'aquest moment comença a adquirir una veritable consciència nacional) i, en general, racionalitzar el sistema. Els resultats del programa de García Moreno es notaren ben aviat: augment de les exportacions de cacau, vinculació del país als corrents comercials internacionals, augment de la recaptació estatal, proliferació espectacular d'obres públiques, reforma de l'ensenyament secundari i superior (creació d'acadèmies i instituts, de l'Escola Politècnica, de l'observatori astronòmic, etc.) i modernització de l'exèrcit.
Tanmateix, el procés de modernització tingué un preu elevat, consistent en una forta repressió, censura i control estatal de tots els aspectes socials. A més, el profund conservadorisme de García Moreno el dugué a establir el monopoli de l'Església sobre l'educació i els mitjans de comunicació. El 1869, la nova constitució aprovada pel congrés, anomenada la Carta Negra, confirmava i enfortia encara més el règim repressor i reaccionari. La situació esdevingué extrema i finalment García Moreno fou assassinat el 1875.
La mort de García Moreno, però, no significà un canvi immediat de política. Els grups terratinents conservadors de la serra mantingueren el poder uns quants anys. Tot i així, la dinàmica comercial internacional afavoria els comerciants, dinàmics i liberals, de Guayaquil, que maldaven per arribar al poder. En aquesta època es comencen a perfilar els partits polítics tradicionals i malgrat la dictadura d'Ignacio de Veintemilla, la tendència cap a un major liberalisme es fa evident.

### De la Revolució Liberal (1895) a la Revolució Juliana (1925)

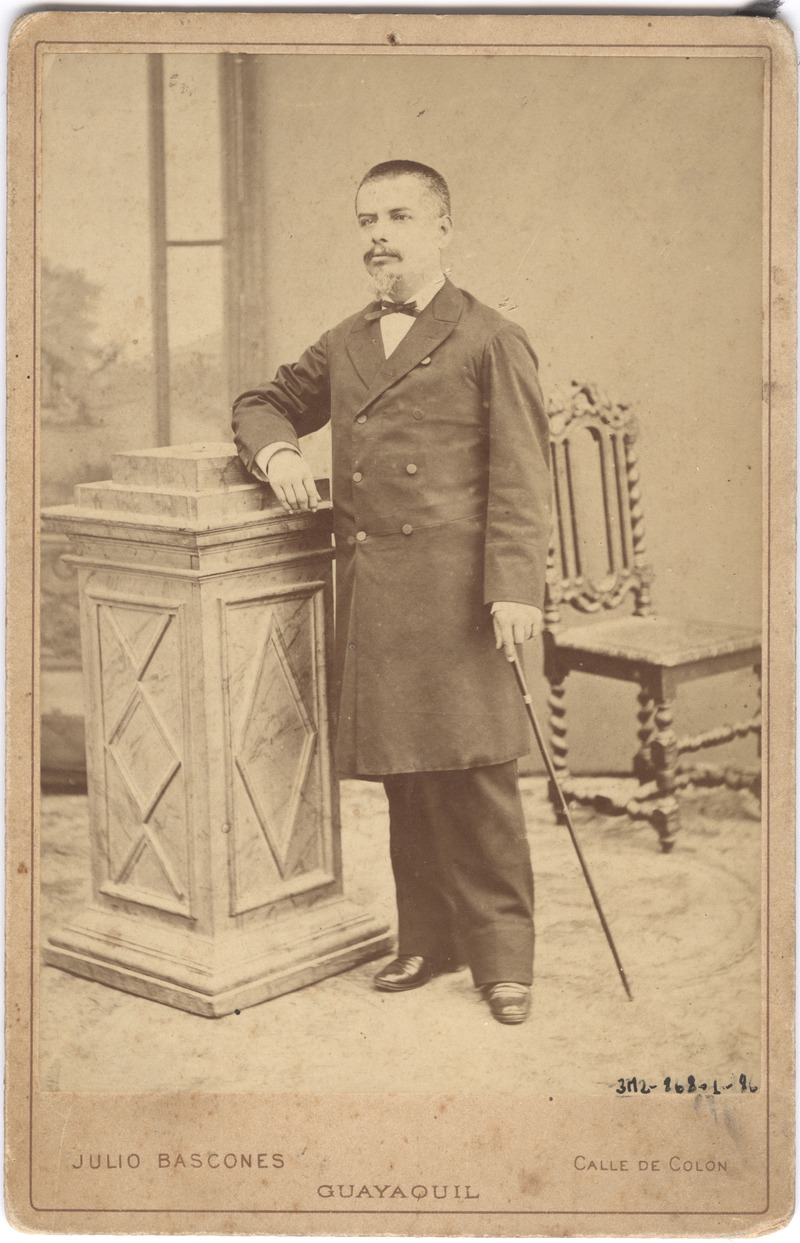
El president Eloy Alfaro.

Malgrat els avenços progressistes durant els darrers anys, aquests eren insuficients a parer dels progressistes més radicals, encapçalats per Eloy Alfaro. Per això, quan el govern s'enfrontà a una crisi relativament forta a principis de 1895, això fou aprofitat pels liberals per donar un cop d'estat, amb el suport de la burgesia, i proclamar a Guayaquil un nou govern el 5 de juny: fou l'anomenada Revolució Liberal.
Amb Eloy Alfaro, que encapçalava els sectors camperols i burgesos de la costa, es va procurar establir el laïcisme i es va separar definitivament Església i Estat, va arribar a la seva conclusió el ferrocarril Guayaquil-Quito i es van garantir la majoria de llibertats ciutadanes. El progressisme social d'Alfaro es combinava amb un liberalisme econòmic que condemnava el proteccionisme i afavoria el lliurecanvisme a ultrança, fet que no afavoria el desenvolupament industrial propi del país. Alfaro també va tendir a intentar anul·lar els seus adversaris polítics i es va enfrontar amb una tendència dissident del seu propi partit, dirigida pel general Leónidas Plaza i constituïda per l'alta burgesia guayaquilenya. L'enfrontament va acabar amb la tràgica mort d'Alfaro i una etapa d'acusat liberalisme econòmic (1912-25), que va permetre als bancs adquirir el domini gairebé complet del país.
Quan el 1924 va assumir la presidència Gonzalo Córdova, el liberalisme havia perdut bona part del seu suport popular i les tendències conservadores guanyaven força. El descontentament popular davant la inflació va facilitar el cop d'estat dels militars joves i progressistes (9 de juliol de 1925, l'anomenada Revolució Juliana) que, avançant-se a la reacció conservadora, es proposaven emprendre reformes substancials, executades després parcialment durant la presidència d'Isidro Ayora (1926-31), en reordenar l'economia, establir el Banc Central com l'únic autoritzat per emetre moneda i crear un nou sistema de pressupost i de duanes.
A partir dels anys trenta la vida política de l'Equador va estar dominada per la figura de José María Velasco Ibarra, que va iniciar el seu primer mandat presidencial el 1934 (posteriorment va ocupar la presidència unes altres quatre vegades). Malgrat les seves deficiències com a administrador, el seu acusat populisme i la seva vinculació als grups oligàrquics, va impulsar ambicioses obres públiques i reformes educatives i va mantenir una política exterior d'independència. Després de diversos conflictes, la dècada de 1930 s'acaba amb la breu dictadura del general Alberto Enríquez Gallo, que entregà el poder a una assemblea constituent. Posteriorment, el discutit triomf electoral de Carlos Arroyo del Río, representant dels interessos dels Estats Units, dona el poder al liberalisme més extrem. El seu govern es veu pertorbat per la desastrosa guerra amb el Perú (1941) i el subsegüent Protocol de Rio de Janeiro (gener de 1942), pel qual Equador renunciava a una gran part de territori amazònic. El caòtic estat del país després de la guerra, unit a la dura repressió governamental, facilità la tornada al poder de Velasco Ibarra, en l'anomenada Jornada Gloriosa (o simplement La Gloriosa) del 28 de maig de 1944.

### Del segon velasquisme al fenomen migratori i la inestabilitat
La tornada de Velasco Ibarra coincidí amb l'eclosió d'un nou producte per produir i exportar: el plàtan, veritable motor de l'economia equatoriana d'aquella època (aviat es convertiria en el primer exportador mundial). El nou sector permeté una considerable entrada de capitals, que es reflectí en una política molt més estable, el creixement econòmic, la dinamització de sectors terciaris i un funcionament normal del sistema democràtic.
Després de la caiguda de Velasco Ibarra el 1961, el va reemplaçar el seu vicepresident Carlos Julio Arosemena, que al seu torn va ser enderrocat el juliol de 1963 per una Junta Militar. El fracàs econòmic va determinar el nomenament (març de 1966) d'un mandatari provisional, Clemente Yeroví, i vuit mesos més tard la nova assemblea constituent va encarregar la direcció del país a Otto Arosemena; llavors es van descobrir rics jaciments de petroli en zones del nord de l'Amazònia. Els comicis de 1968 van tornar una vegada més al poder a Velasco Ibarra, que novament va ser destituït per un cop militar el febrer de 1972. Va assumir llavors la direcció suprema el general Guillermo Rodríguez Lara, deposat al seu torn el 1976 per una Junta Militar.
La Junta Militar va restablir les llibertats democràtiques i mitjançant un referèndum es va aprovar una nova Constitució (1978). En les eleccions de 1978-79 va triomfar el candidat de la Concertació de Forces Populars, Jaime Roldós. Després de la seva mort en un accident d'aviació el 24 de maig de 1981, el va succeir el vicepresident Osvaldo Hurtado. Aquesta època coincideix amb la fi del boom petrolier, que inicià una clara recessió econòmica. En les presidencials de 1984 va vèncer León Febres Cordero, candidat del dretà Front de Reconstrucció Nacional. Durant el seu mandat, va sofrir diversos intents de cop d'estat i un segrest, mentre la seva política era clarament neoliberal. En les presidencials de 1988 va vèncer el socialdemòcrata Rodrigo Borja i el 1992 Sixto Durán Ballén.
El gener de 1995 es van produir enfrontaments armats amb el Perú a la serra del Còndor (la guerra del Cenepa); després de diverses escaramusses, el Perú i l'Equador van firmar una doble declaració de pau. Abdalá Bucaram, del Partido Roldosista (que després de la mort de Jaime Roldós havia anat degenerant en un partit clarament populista) va vèncer en les presidencials de 1996, però la seva desastrosa gestió econòmica va provocar protestes populars massives i una vaga general. El Congrés va optar per destituir-lo per «incapacitat mental» el febrer de 1997 i va nomenar president interí a Fabián Alarcón, fins a les noves presidencials de 1998, en les quals resultà vencedor Jamil Mahuad, del Partit Popular Democràtic; També es va aconseguir un acord fronterer, aparentment definitiu, amb el Perú amb la firma de l'Acta de Brasilia de 1998.
Els darrers vint anys del segle xx han representat una època de crisi per al país, enfrontat amb una inflació i un deute públic creixents, a més de l'imparable augment del deute extern. Les mesures dràstiques de Jamil Mahuad, amb la dolarització, van aconseguir frenar la inflació (actualment inferior al 2% anual) però abocaren una part important de la població a la pobresa. Aquesta situació és a l'origen de la gran onada migratòria que ha sofert el país a partir de 1995, dirigida especialment cap als Estats Units, Espanya i Itàlia. Aquests anys també han presenciat el ressorgiment i reforçament de la identitat indígena, per primera vegada organitzada socialment (CONAIE, Confederació de Nacionalitats Indígenes de l'Equador) i políticament (Pachakutik) i amb un poder impensable anys enrere. Membres destacats de les comunitats indígenes han accedit finalment a càrrecs públics d'importància, i les llengües i cultures (especialment el quítxua) s'han vist reforçades i promocionades.

### Els primers anys delseglexxi
L'any 2000 es van produir nous aixecaments militars i de la CONAIE i Jamil Mahuad va renunciar sent reemplaçat per Gustavo Noboa. En les eleccions de 2002 va vèncer l'ex-general Lucio Gutiérrez que va ser derrocat el 2005, enmig de nous casos de corrupció i mala gestió, i al seu lloc va assumir el poder el seu vicepresident Alfredo Palacio, fins a les eleccions presidencials del 15 d'octubre de 2006. Palacio va aconseguir mantenir l'estabilitat política i cedir sense problemes el poder al guanyador de les eleccions, l'esquerrà Rafael Correa, que s'inscriu en la tendència, general a Amèrica Llatina en els darrers anys, de caps de govern d'esquerra més o menys populista, amb un programa basat en la nacionalització d'alguns recursos naturals i en contrarestar una excessiva influència dels Estats Units al país. Correa s'ha enfrontat a la partitocràcia tradicional de l'Equador i el 15 d'abril de 2007 aconseguí un ampli suport en el referèndum per la reforma constitucional i la creació d'una Assemblea Constituent (78% de vots a favor).
El 24 de juny de 2009 s'uní a l'Aliança Bolivariana per les Amèriques, que abandonà l'agost de 2018.